# Kaspersky Anti-Virus
Kaspersky Anti-Virus (în rusă Антивирус Касперского; cunoscut anterior ca Antiviral Toolkit Pro) este un program antivirus dezvoltat de Kaspersky Lab. Este disponibil pentru platformele Windows, Mac și Linux.
Are caracteristici care includ protecția în timp real, detectarea și eliminarea de viruși, troieni, viermi, spyware, adware, keylogger, malware, auto-dialer, detectarea și eliminarea de rootkit-urilor.